# Mark 24 Tigerfish
La torpille Mark 24 Tigerfish est une torpille acoustique à tête chercheuse utilisée par la Royal Navy (RN) dans les années 1980 et 1990. Le développement du concept date du milieu des années 1950 et a officiellement commencé en 1959, avec pour objectif une entrée en service en 1969. Un long processus de développement a conduit à une exigence de performance considérablement réduite, y compris la suppression des capacités anti-surface. Les premiers prototypes Tigerfish ont été livrés en 1967.
La Tigerfish est équipée d’un sonar actif et passif et peut être contrôlée à distance par un fil mince qui le relie au sous-marin lanceur. Le filoguidage permet de lancer une torpille en première alerte, c’est-à-dire lorsqu’une cible est détectée pour la première fois à longue distance. Cela permet à la torpille de s’approcher pendant que la trajectoire et la vitesse de la cible sont calculées par les capteurs du sous-marin et transmises via le fil. La torpille peut également être réaffectée à une autre cible ou rappelée. Typiquement, les torpilles guidées par fil fonctionnent d’abord à basse vitesse, afin de maximiser leur portée et de minimiser le bruit généré pendant qu’elles s’approchent, et elles accélèrent pendant la phase d’attaque.
Les tests effectués en 1969 ont révélé de nombreux problèmes, en particulier avec le système de recherche. Un programme de mise à niveau a été lancé, débouchant sur le Modèle 1 qui a retrouvé le mode d’attaque de cibles en surface. Les essais de 1975 ont conduit à un ordre de production en 1977, mais ce n’est qu’en 1983 que ces torpilles sont officiellement entrées en service. Leur emploi pendant la guerre des Malouines de 1982 a révélé de graves problèmes de fiabilité. Un programme de mise à niveau plus important a suivi, le Programme de consolidation, qui portait sur l’ensemble du système d’armes, y compris le système de contrôle de tir. Cela a abouti au Modèle 2 beaucoup plus fiable, qui est entré en service en 1987. Une dernière série mise à niveau, le Modèle 2*, est entrée en service en 1992. Une version simplifiée peu coûteuse, le Modèle 3, n’a pas été produite.
Pendant le déploiement de la Tigerfish, un nouveau projet a été lancé qui suivait de plus près l’exigence de performance initiale et l’a finalement largement dépassée. C’est devenu la torpille Spearfish, beaucoup plus performante, qui a commencé à remplacer la Tigerfish à partir de 1988. Les derniers exemplaires de Tigerfish ont été retirés du service en 2004. La Tigerfish était également utilisées par la Turquie, le Chili, le Brésil, la Colombie et l’Indonésie. Au total, 2 184 Mark 24 furent produites.

## Conception et développement
Le concept initial, développé au milieu des années 1950, était celui d’une torpille rapide à la vitesse  de 55 nœuds (102 km/h), entraînée par un moteur à combustion interne, transportant de l’oxygène à haute pression comme oxydant. Elle était guidée par un système filaire, développé à partir de l’étude Mackle de guidage par fil datant de 1952,, utilisant les données transmises par les sonars du sous-marin tireur et utilisant un sonar actif/passif autonome, développé à partir du projet britannique (abandonné) de torpille PENTANE des années 1950.
L’arme était connue sous le nom de Projet ONGAR car la station Ongar était, jusqu’en 1994, la dernière sur la ligne centrale du métro de Londres. Les ingénieurs qui ont développé cette arme étaient convaincus qu’elle serait si avancée qu’elle serait « l’extrémité de la lignée pour le développement de torpilles ».
Le programme s’est heurté à de graves problèmes à la fin des années 1950 parce que la technologie requise était trop avancée pour atteindre la date cible de mise en service de 1969. En outre, la fermeture du Torpedo Experimental Establishment de Greenock (Écosse) en 1959 et le transfert de son personnel à Portland, dans le Dorset, ont perturbé le rythme du développement.
Au début des années 1960, une série d’études de grande envergure (un rapport s’intitulait « Whither ONGAR ? » - le jeu de mots étant intentionnel) a conduit à une spécification de performances considérablement réduites, mais plus réalistes, qui devait permettre d’atteindre la date de mise en service de 1969.
Le système de propulsion a été changé, le moteur à combustion interne étant remplacé par un moteur électrique alimenté par une batterie argent-zinc. Cela a réduit la vitesse prévue de l’arme de 55 nœuds (102 km/h) à 24 nœuds (44 km/h), avec une brève capacité à 35 nœuds (65 km/h) en phase d’attaque finale.
Le système de guidage radio a été simplifié par l’abandon de la capacité anti-navire de surface sur le Modèle 0. Seul le système de guidage par fil a été conservé relativement inchangé. Il était similaire au système utilisé sur la torpille Mark 23 précédente.
L’exigence initiale d’une profondeur d’écrasement de 1000 pieds (300 m) a été dépassée par les progrès rapides dans les performances de plongée profonde des sous-marins nucléaires, et l’exigence a été progressivement augmentée à 1600 pieds (490 m) puis à 2000 pieds (610 m).

## Performances en service
Les premiers modèles souffraient d’une mauvaise fiabilité : seulement 40% des modèles 0 ASW fonctionnaient comme prévu. La torpille dépendait en grande partie du système de guidage, mais l’arme avait tendance à plonger pendant le lancement, coupant le fil de commande. Une version redessinée, désignée Tigerfish Modèle 1, visait à corriger certains défauts du modèle original, mais malgré quelques améliorations, elle a échoué à ses essais initiaux d’acceptation de la flotte en 1979. En l’absence d’alternative, elle a néanmoins été livrée en 1980 à la flotte (aux côtés du Modèle 0 qui a également échoué à ses propres essais d’acceptation la même année). Lorsque le HMS Conqueror (S48) a coulé l’ARA General Belgrano pendant la guerre des Malouines de 1982, il a utilisé les torpilles Mark VIII de 21 pouces « pointer et tirer » plutôt que ses Tigerfish. La Mark VIII n’avait pas de système de guidage mais, bien que sa conception ait plus de 50 ans à l’époque, elle était beaucoup plus fiable et transportait une charge utile hautement explosive plus importante. Lors d’un test effectué par des sous-marins retournant au Royaume-Uni après la guerre, cinq Tigerfish Modèle 1 ont tirées sur un navire cible. Deux n’ont pas fonctionné du tout, et les trois autres n’ont pas réussi à atteindre la cible.
Le besoin de la Royal Navy d’un moyen fiable de traiter des cibles rapides, en plongée profonde et à longue distance, a abouti au projet d’armer la Tigerfish avec une ogive nucléaire pour compenser sa faible profondeur de plongée et ses performances de guidage, et pour augmenter de près de 90% la probabilité de détruire la cible. Diverses autres mesures ont été proposées au milieu de l’année 1969, y compris l’achat d’armes américaines telles que la torpille nucléaire Mark 45 ASTOR, la torpille Mark 48 Modèle 1 ou le missile SUBROC. Alternativement, à l’initiative du chef du Royal Navy Submarine Service, une ogive nucléaire pourrait être montée sur la torpille Mark VIII non guidée, atteignant une faible profondeur et à courte portée, mais fiable. Le commandant des sous-marins a déclaré que la proposition d’armer la Mark VIII de l’ogive WE.177A serait, malgré les lacunes de performances de la torpille, « bien supérieure à toute arme sous-marine britannique actuelle » ... Cependant, la courte portée de la Mark VIII aurait mis le sous-marin tireur en danger de subir les effets de l’ogive nucléaire de sa propre torpille.
Le programme de consolidation Marconi du début des années 1980 a finalement produit le Modèle 2 avec une fiabilité améliorée de 80%, ce que la Royal Navy a accepté comme ce qui pouvait être réalisé de mieux avec une conception de base inapte à des développements ultérieurs. En 1987, 600 Tigerfish avaient été modifiées à la norme Modèle 2.
D’autres améliorations, y compris l’amélioration du fonctionnement sous la glace et les performances antisurface, ont conduit à l’acceptation en 1992 dans la flotte d’une version Modèle 2* (améliorée). La nouvelle version comportait des changements substantiels dans les batteries, les capteurs et les ogives. D’autres améliorations logicielles se sont poursuivies tout au long de sa durée de vie opérationnelle.
Les difficultés avec le développement de la torpille Tigerfish, depuis sa conception au milieu des années 1950 jusqu’à l’introduction en service dans la Royal Navy de la variante Modèle 0 défectueuse en 1980, ont été responsables de la décision d’acheter des missiles de croisière pour que les sous-marins de la Royal Navy puissent attaquer des navires de surface.

## Version
Les versions étaient les suivantes :
- Mark 24 Modèle 0 pour l’utilisation ASW (lutte anti-sous-marine). Profondeur de plongée 1150 pieds (351 m).
- Mark 24 Modèle 1 (ou Mark 24 DP) pour une utilisation ASW et ASV (antisurface). Profondeur de plongée 1450 pieds (442 m).
- Mark 24 Modèle 1-N pour l’utilisation ASW et ASV. Profondeur de plongée 1450 pieds (442 m). La version nucléaire a été étudiée seulement sur le papier.
- Mark 24 Modèle 2 pour l’utilisation ASW et ASV. Profondeur de plongée 1450 pieds (442 m). La version mise à niveau par Marconi[9].
- En 1990, Cardoen au Chili a obtenu la licence pour fabriquer des Tigerfish pour les marines chilienne, brésilienne et vénézuélienne.

La Royal Navy a retiré la dernière de ses torpilles Tigerfish du service actif en février 2004.
Une proposition visant à développer une configuration Modèle 3, qui pourrait être attrayante pour les clients à l’exportation existants au Brésil et en Turquie, n’a jamais abouti.